# Ingrid Lafforgue
Ingrid Lafforgue (Bagnères-de-Luchon, 5 novembre 1948) è un'ex sciatrice alpina francese, campionessa del mondo nello slalom speciale a Val Gardena 1970 e vincitrice della Coppa del Mondo di slalom speciale nel 1970.

## Biografia
Ingrid Lafforgue proviene da una famiglia di grandi tradizioni negli sport invernali: è figlia di Maurice e della svedese May Nilsson, nipote dello svedese Åke Nilsson, sorella gemella di Britt, zia di Julie e Kristina Duvillard, tutti a loro volta sciatori alpini, e madre degli sciatori freestyle Cédric e Julien Regnier-Lafforgue.

### Stagioni 1965-1969
Sciatrice polivalente, Ingrid Lafforgue debuttò in campo internazionale in occasione del Grand Prix Feminine 1965, il 29 gennaio a Saint-Gervais-les-Bains in discesa libera (23ª); al Critérium de la première neige 1967 (Val-d'Isère, 14-18 dicembre) si classificò 3ª sia nello slalom gigante, sia nello slalom speciale sia nella combinata.
In Coppa del Mondo esordì nella gara inaugurale del circuito femminile, lo slalom speciale disputato il 7 gennaio 1967 a Oberstaufen (11ª), ottenne il primo piazzamento a punti il 3 gennaio 1969 a Oberstaufen nella medesima specialità (4ª) e la prima vittoria, nonché primo podio, il 23 gennaio successivo a Saint-Gervais-les-Bains sempre in slalom speciale; in quella stagione 1968-1969 chiuse al 3º posto nella classifica della Coppa del Mondo di slalom speciale.

### Stagioni 1970-1973
Ai Mondiali di Val Gardena 1970, sua unica presenza iridata, vinse la medaglia d'oro nello slalom speciale e quella d'argento nello slalom gigante; in Coppa del Mondo in quella stagione 1969-1970 riuscì ad aggiudicarsi la Coppa del Mondo di slalom speciale con 10 punti di margine su Barbara Cochran e Michèle Jacot, seconde a pari merito, e il 12 marzo ottenne a Voss in slalom gigante l'ultima vittoria nonché ultimo piazzamento nel circuito, nel quale prese per l'ultima volta il via il giorno successivo in slalom speciale senza completare la prova.
Disputò le sue ultime gare in occasione della Coppa delle Sei Nazioni 1970 (Pra Loup, 20-22 marzo) poiché all'inizio della stagione 1970-1971 subì un grave infortunio durante le prove della prima gara stagionale di Coppa del Mondo, la discesa libera di Bardonecchia del 12 dicembre: riportò una frattura alla gamba che pose di fatto fine alla sua carriera agonistica. Dopo una lunga riabilitazione avrebbe voluto tornare alle gare, ma nel 1973 partecipò alla contestazione contro i responsabili tecnici della nazionale francese assieme ad altri atleti di primo piano della squadra e la Federazione sciistica della Francia reagì mettendoli fuori squadra; non prese parte a rassegne olimpiche.

## Palmarès

### Mondiali
- 2 medaglie:
  - 1 oro (slalom speciale[9] a Val Gardena 1970)
  - 1 argento (slalom gigante[9] a Val Gardena 1970)

### Coppa del Mondo
- Miglior piazzamento in classifica generale: 4ª nel 1970
- Vincitrice della Coppa del Mondo di slalom speciale nel 1970
- 14 podi[10] (3 in slalom gigante, 10 in slalom speciale):
  - 7 vittorie (1 in slalom gigante, 6 in slalom speciale)
  - 5 secondi posti
  - 2 terzi posti

#### Coppa del Mondo - vittorie
| Data             | Località                | Paese       | Specialità |
| ---------------- | ----------------------- | ----------- | ---------- |
| 23 gennaio 1969  | Saint-Gervais-les-Bains | Francia     | SL         |
| 13 gennaio 1970  | Bad Gastein             | Austria     | SL         |
| 2 febbraio 1970  | Abetone                 | Italia      | SL         |
| 13 febbraio 1970 | Val Gardena             | Italia      | SL         |
| 22 febbraio 1970 | Jackson Hole            | Stati Uniti | SL         |
| 1º marzo 1970    | Vancouver               | Canada      | SL         |
| 12 marzo 1970    | Voss                    | Norvegia    | GS         |

Legenda:

GS = slalom gigante

SL = slalom speciale

### Campionati francesi
- 1 oro (slalom gigante nel 1969; slalom speciale nel 1970[senza fonte])